# Cultura de Houli
La cultura de Houli (xinès tradicional: 后李文化, xinès simplificat: 后李文化, pinyin: Hòulǐ wénhuà) (6500-5500 aC) va ser una cultura arqueològica neolítica a Shandong, Xina. La gent de la cultura vivia en cases quadrades i semisubterrànies. Els artefactes més freqüentment trobats als jaciments de Houli són eines de ceràmica i pedra. També es van trobar artefactes de jade i eines d'os, banyes i closques en aquests jaciments. Si bé les restes de gossos i porcs domesticats en les primeres etapes de la domesticació es van trobar en alguns llocs associats a la cultura, la població de la cultura de Houli es va basar principalment en la caça i la pesca. Les restes d'arròs, mill i mill italià van ser descobertes als poblats de Houli.

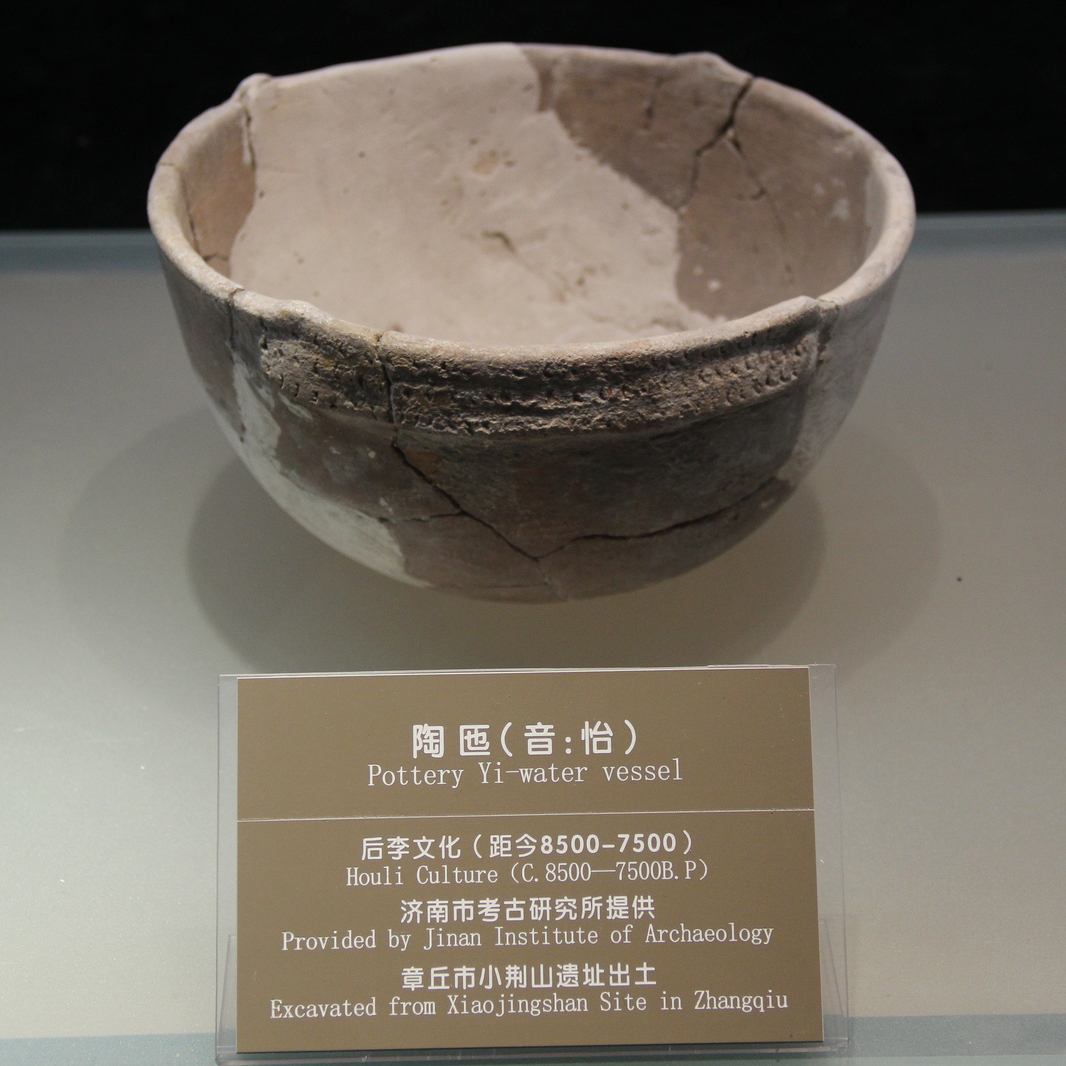
Vas d'aigua ceràmic de tipus yi. Cultura de Houli (6500-5000 aC). Excavat al jaciment de Xiaojingshan a Zhangqiu. Museu Provincial de Shandong, Jinan.

El jaciment de Houli es va descobrir al districte de Linzi de Shandong i va ser excavat del 1989 al 1990. Aquesta cultura fou la precursora de la cultura de Beixin.
Actualment, s'han trobat que una dotzena de jaciments que estan associats a la cultura de Houli i, fins ara, s'han excavat cinc d'aquests. A part del jaciment de Houli, també s'han dut a terme excavacions a Xihe, Xiaojingshan, Qianbuxia i Yuezhang.

## El jaciment de Yuezhang
Els arqueòlegs van excavar el mill domesticat del jaciment de Yuezhuang. El mill trobat a Yuezhuang era predominantment era de l'espècie Panicum miliaceum i data al voltant del 8000 BP, cosa que el converteix en un dels primers llocs de la Xina a mostrar proves del cultiu del mill. També es van trobar grans d'arròs al lloc. L'arròs carbonitzat es va datar amb radiocarboni AMS datat al 8010-7700 BP. A Yuezhang es van descobrir lloses de pedra per moldre amb un estil idèntic a les trobades a la cultura de Peiligang. Aquesta similitud es deu probablement a la transferència tecnològica. No es van trobar proves d'animals domesticats a Yuezhang, ja que els ossos d'animals trobats al lloc provenien d'animals salvatges.